# ブロードウェイ (ウスターシャー)
ブロードウェイ（Broadway）は、イングランドのウスターシャー・コッツウォルズにあり、「コッツウォルズの宝石」と例えられることのある村。今日、ブロードウェイは芸術の中心地として栄えている。ブロードウェイの近辺には、ゴードンラッセルミュージアムやブロードウェイ塔といった有名な建築物がある。